# Mérida (Venezuela)
Pour les articles homonymes, voir Mérida.
Mérida, de son nom complet Santiago de los Caballeros de Mérida (littéralement « Saint-Jacques-des-Chevaliers-de-Mérida »), est une ville du Venezuela, capitale de l'État de Mérida, chef-lieu de la municipalité de Libertador et principale ville des Andes vénézuéliennes.
Située sur un plateau de la vallée du río Chama et dominée par le point culminant du pays, le pic Bolívar et ses 4 981 mètres d'altitude, la ville de Mérida se trouve à 1 600 mètres d'altitude. Fondée en 1558 par le capitaine espagnol Juan Rodríguez Suárez, la ville dépend de la Capitainerie générale du Venezuela puis de la Vice-royauté de Nouvelle-Grenade et joue un rôle important durant la Guerre d'indépendance du Venezuela.
En 2001, la ville se situe au 18e rang national au regard de la population avec 204 879 habitants tandis que l'aire métropolitaine atteint les 500 000 habitants. Siège de l'Université des Andes et de l'archidiocèse de Mérida, la ville est le plus grand centre étudiant et touristique de l'Ouest du pays possédant notamment le plus haut et long téléphérique du monde.
Ses habitants sont appelés les Mérideños.

## Géographie

### Localisation

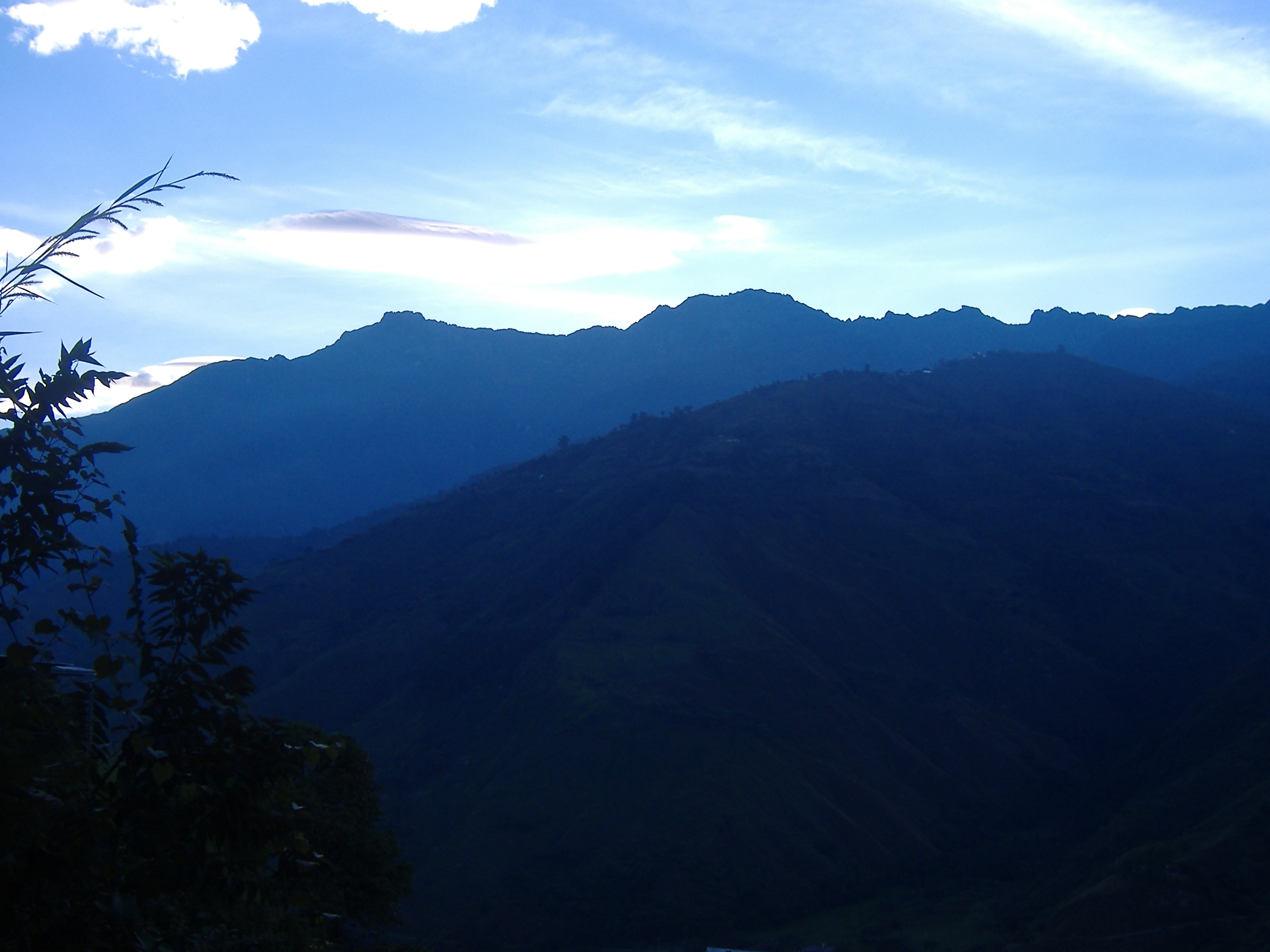
La Sierra Nevada de Mérida vue depuis Mérida, est l'un des deux massifs entourant la ville avec la Sierra de la Culata

La ville est située au nord-ouest du Venezuela à 500 kilomètres à l'ouest-sud-ouest de la capitale Caracas, dans la partie centrale des Andes vénézuéliennes. Elle occupe un vaste plateau surplombant le río Chama, entre le massif de la Sierra Nevada de Mérida au sud-ouest et celui de la Sierra de la Culata au nord-ouest. La vieille ville de Mérida est située sur la plateau de Tatuy.

### Hydrographie
La ville compte quatre cours d'eau principaux (río Chama, río Albarregas, río Mucujún et río Milla) et de nombreux cours d'eau secondaires qui jouent un rôle important pendant les périodes de précipitations abondantes. Dans la partie basse de la ville se trouve l'un des 200 lacs de l'État de Mérida, le lac de la Rosa.

### Géologie, relief et sismicité

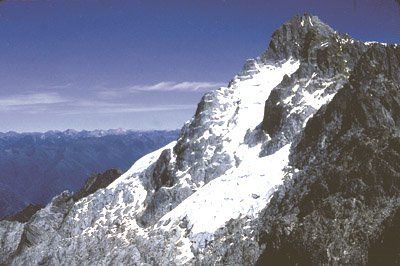
Le Pico Bolívar, point culminant du pays domine la vallée du río Chama et la ville de Mérida

La vallée où se situe Mérida a été formée il y a 40 à 60 millions d'années avec la poussée des Andes vénézuéliennes et l'érosion hydrographique. Le sol sédimentaire est formé d'alluvions et d'argile.
La partie centrale de la ville située sur le plateau de Tatuy est en grande partie plane. Cependant, la ville possède une pente de 3 à 7 % par endroits conférant une forte déclivité entre les parties hautes de la ville, la place Simon Bolivar est située à 1 630 mètres, et les parties basses, situées à 1 400 mètres d'altitude. Les régions environnantes sont dominées par les deux massifs de la Sierra Nevada de Mérida et celui de la Culata et dominées par le point culminant du pays, le Pico Bolívar.
La région de Mérida connaît une forte activité sismique en raison de sa situation sur la principale faille de l'ouest du pays, la faille de Boconó entre la plaque sud-américaine et celle des Andes du Nord.

### Faune et flore
La végétation urbaine se compose d'espèces de la canopée et de grandes fougères (classe des Filicophyta), surtout sur les bords du río Albarregas et les environs abritent un environnement de type tropical d'altitude. De vastes forêts de conifères ont été plantées au nord et à l'est de la ville. La ville abrite une faune avicole importante, notamment des colibris et des perroquets (Psittacidae).

### Climat
Le Venezuela est situé dans une zone intertropicale et possède une amplitude thermique intra-annuelle faible. La situation de Mérida au cœur de la cordillère des Andes lui confère un système climatique particulier à l'échelle nationale mêlant végétation tropicale et neiges éternelles. De sa haute altitude résulte un climat aux températures modérées avec d'importants écarts entre le jour et la nuit pouvant dépasser les 20°. La température moyenne annuelle s'élève à 20° et l'amplitude des températures mensuelle moyenne est faible, variant de 19,1 ° en janvier au mois le plus froid et 20,6° au mois de mai, le mois le plus chaud. Toutefois, en raison des différences d'altitude entre les parties haute et basse de la ville, la température moyenne varie de 19 au nord à 1 700 mètres et de 21° au sud, plus ensoleillé et situé à 1 300 mètres d'altitude.
| Mois                              | jan. | fév. | mars | avril | mai | juin | jui. | août | sep. | oct. | nov. | déc. | année |
| --------------------------------- | ---- | ---- | ---- | ----- | --- | ---- | ---- | ---- | ---- | ---- | ---- | ---- | ----- |
| Température minimale moyenne (°C) | 15   | 15   | 16   | 17    | 17  | 17   | 16   | 17   | 17   | 16   | 16   | 15   | 16    |
| Température moyenne (°C)          | 19   | 20   | 20   | 21    | 21  | 21   | 20   | 21   | 21   | 20   | 20   | 19   | 20    |
| Température maximale moyenne (°C) | 23   | 23   | 24   | 24    | 24  | 24   | 25   | 25   | 25   | 24   | 24   | 23   | 24    |
| Record de froid (°C)              | 8    | 6    | 8    | 8     | 8   | 10   | 7    | 11   | 8    | 12   | 5    | 4    | 4     |
| Record de chaleur (°C)            | 32   | 36   | 35   | 37    | 36  | 34   | 33   | 36   | 35   | 33   | 33   | 32   | 37    |
| Précipitations (mm)               | 40   | 48   | 63   | 177   | 236 | 164  | 119  | 152  | 229  | 283  | 175  | 79   | 1 765 |

### Voies de communication et transport

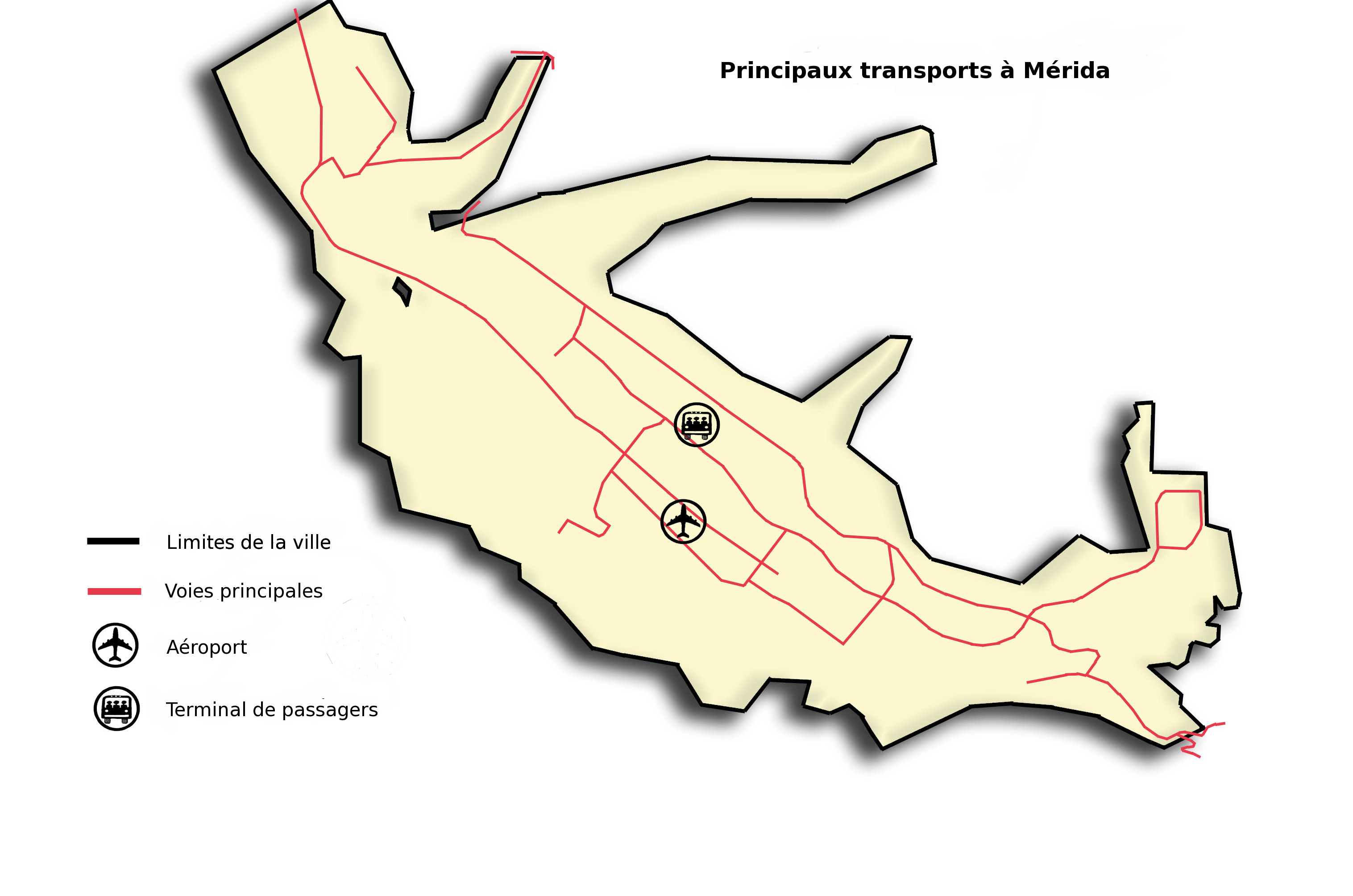
Transports principaux

Du fait de sa situation au cœur des cordillères andines, les infrastructures de transports sont un des éléments les plus marquants de Mérida : durant l'époque coloniale comme après l'indépendance, la ville souffre d'un manque de liaison avec les autres villes et régions du pays.
En 1925, la Trasandina, autoroute andine est construite et permet le désenclavement de la vallée. Toutefois le manque d'entretien et les conditions géologiques provoquent de nombreuses interruptions de trafic. La ville est desservie pas l'aéroport Alberto-Carnevali depuis 1956 mais ne possède pas d'infrastructure ferroviaire. Les liaisons inter-régionales et locales sont assurées par des services de cars dont le terminal est situé au cœur de la ville.

#### Voies routières
L'orientation de la vallée impose globalement celle du réseau viaire, l'axe nord-est/sud-ouest autour duquel s'articule le réseau. La ville est reliée aux principales villes des États voisins :
- Vers le nord et le nord-est : Trasandina ou Troncal 7 vers Valera puis l'autoroute trans-américaine vers Caracas via Barquisimeto, Valencia et Maracay. Cette voie rapide suit le cours du río Chama jusqu'à la localité d'Apartaderos d'où se détache la voie locale no 1 vers Barinitas et l'État de Barinas le long du río Santo Domingo.
- Vers le sud-ouest : la Trasandina relie Mérida à la route panaméricaine vers la Colombie via la ville d'El Vigía et l'État de Táchira et au nord-ouest et vers l'État de Zulia et sa capitale Maracaibo.

Des voies secondaires permettent d'atteindre les villes des massifs montagneux voisins. La voie de la vallée (vía del Valle) donne accès à la Sierra de la Culata et la municipalité de Santos Marquina. Une seconde voie sert d'alternative pour rejoindre Ejido, Jají et La Azulita. Un troisième axe à usage local relie Mérida au Parc national Sierra Nevada.
Le territoire urbain est traversé par quatre voies majeures parallèles d'orientation globale nord-est/sud-ouest : la principale est l'axe de plus de 8 kilomètres qui relie Ejido et Mérida. Il est formé par les avenues Andrés-Bello et Urdaneta et aboutit aux avenues du centre, 2, 3 et 4, de Mérida. Les autres axes sont formés par les avenues las Américas/Alberto-Carnevali, 16-de-septiembre/Tulio-Febres-Cordero et Los Próceres.

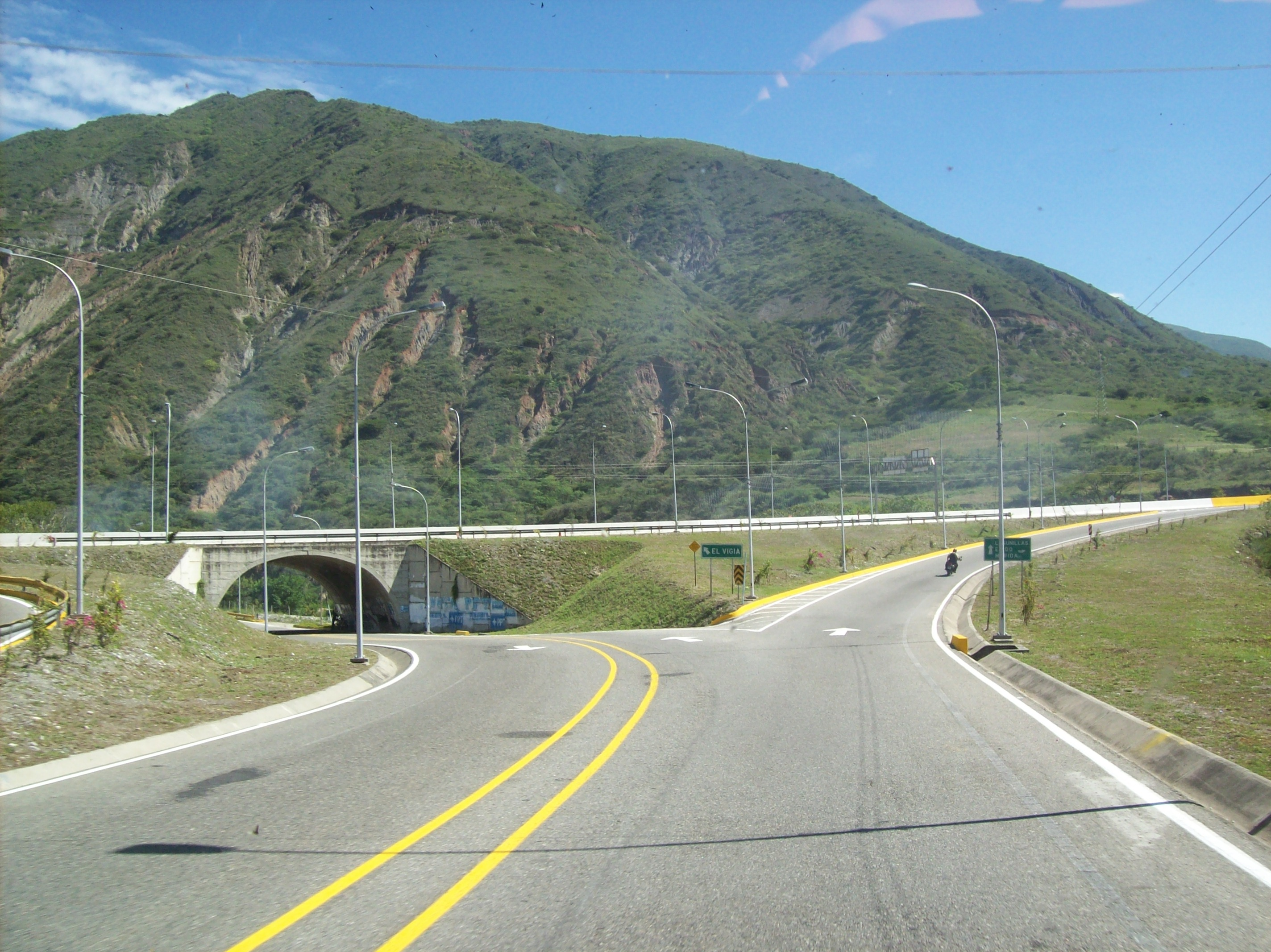
Échangeur sur l'autoroute Rafael-Caldera à l'approche de tunnel de Estanques entre Mérida et El Vigía.

#### Transports en commun
La ville dispose d'un important réseau de transports en commun considéré comme l'un des plus efficaces du pays. Le réseau couvre les différents quartiers de la Mérida, notamment le long de ses principales avenues ainsi qu'un réseau de lignes internes à l'aire métropolitaine de Mérida (Mérida, Ejido et Tabay). Cependant, la croissance de la fréquentation menace le réseau de saturation et de défaillances techniques.
Le projet de création d'un réseau régi par la municipalité est né à la fin des années 1990, avec la création du Trolmérida, un système de trolleybus dont la première ligne qui relie Ejido à Mérida a été inaugurée en 2006. Une autre ligne est prévue pour desservir l'avenue Los Américas et un funiculaire pour relier le centre de Mérida au bassin du Chama. À terme, le réseau existant, soit une cinquantaine de lignes, devrait être réorganisé pour permettre son rabattement sur les lignes principales. Mérida deviendra ainsi la première ville d'Amérique latine de moins de 500 000 habitants à posséder un tel système de transport moderne.
Un service de transport privé associatif ou coopératif existe à Mérida, comme dans la plupart des grandes villes du pays. La tarification est contrôlée par l'Organismo de Transporte Metropolitano et le ministère des Infrastructures. Du fait de son caractère public, ce système de transport offre des tarifs préférentiels pour les personnes du troisième âge et les étudiants munis d'un pass, ce qui en fait l'un des systèmes de transport de ce type les moins chers du pays.

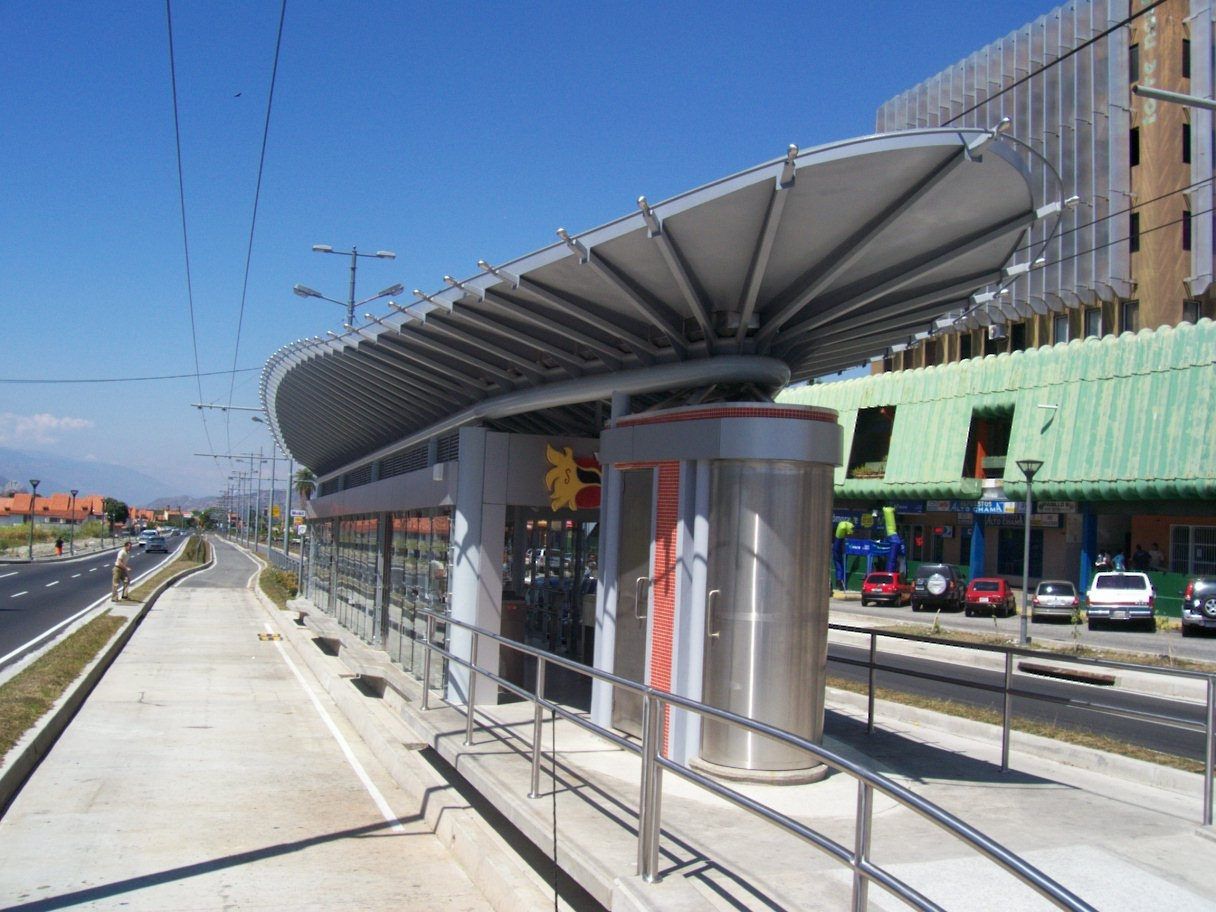
La station Alto Chama de la ligne 1 du système de desserte de l'aire métropolitaine de Mérida par trolleybus, Trolmérida.
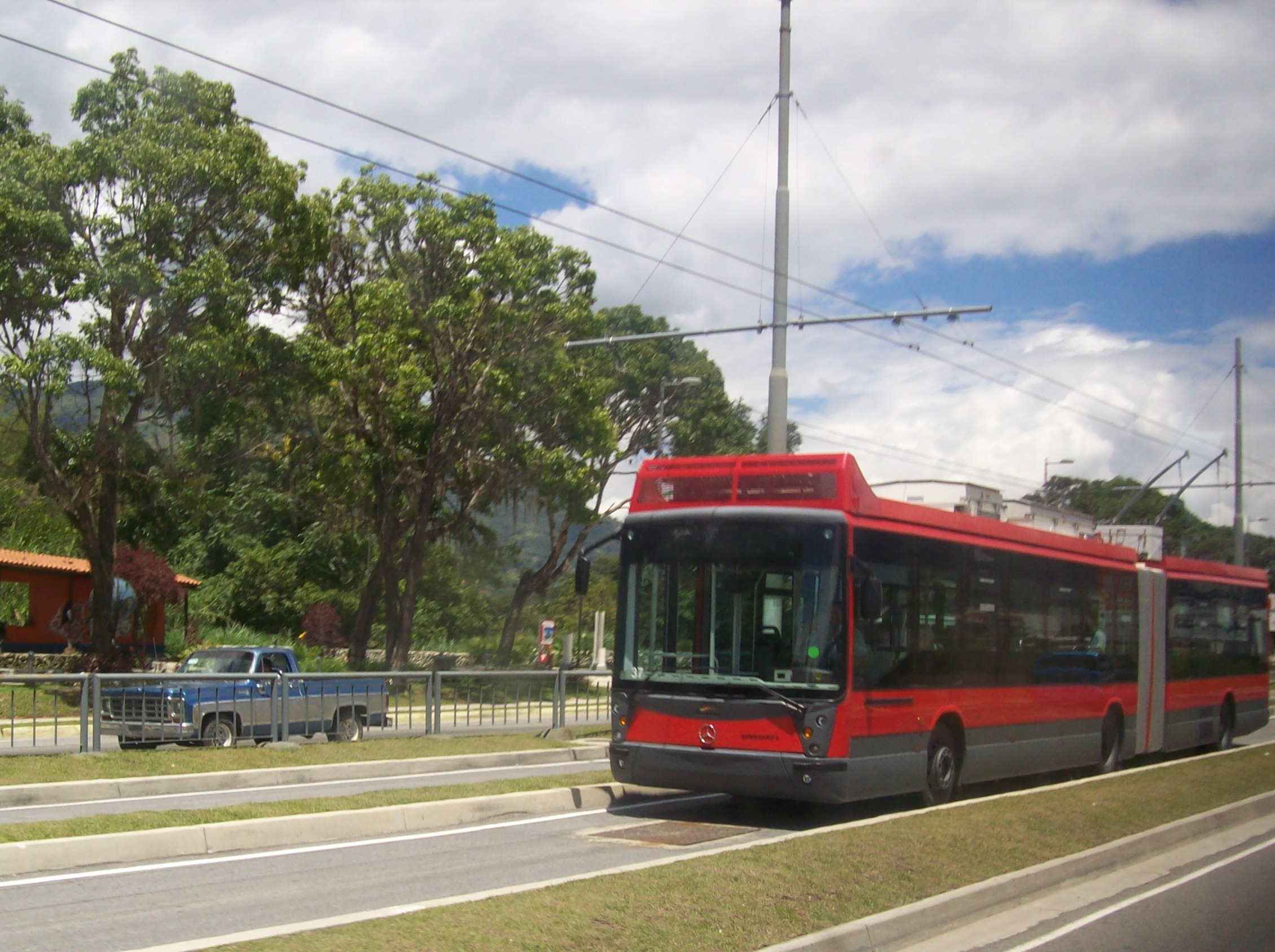
Un véhicule du Trolmérida.
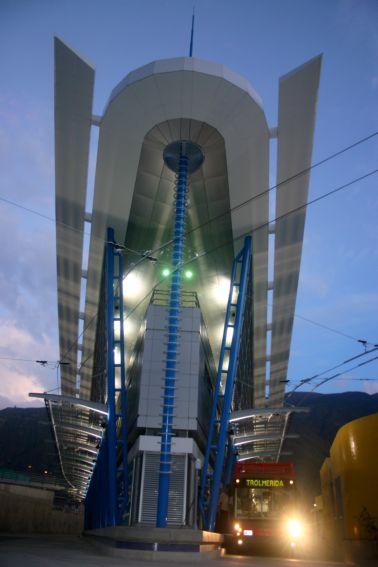
Le terminus du Trolmérida à Ejido

#### Transport aérien et ferroviaire
La ville de Mérida est desservie par l'aéroport Alberto-Carnevalli (code IATA : MRD • code OACI : SVMD) situé à 12 kilomètres du centre. Construit en 1956 sur le terrain d'anciens abattoirs, l'aéroport a cessé d'accueillir les vols commerciaux pendant plus de deux ans assurés par les compagnies vénézuéliennes Avior, Santa Barbara Airlines et Servivensa après le crash du vol 518 Santa Bárbara Airlines qui a fait 46 victimes le 21 février 2008. Les vols commerciaux ont repris avec la compagnie Línea Aérea Merideña Internacional de Aviación en août 2010 et l'aéroport accueille des vols privés ainsi qu'un trafic fret.
La ville ne possède aucune desserte ferroviaire. Toutefois, dans le cadre de la construction du réseau national à l'horizon 2030, une ligne devrait relier Caracas via Puerto Cabello à la ville de El Vigía, située à 60 kilomètres de Mérida sans que la desserte cette dernière ne soit prévue dans le cadre de ce développement ferroviaire.

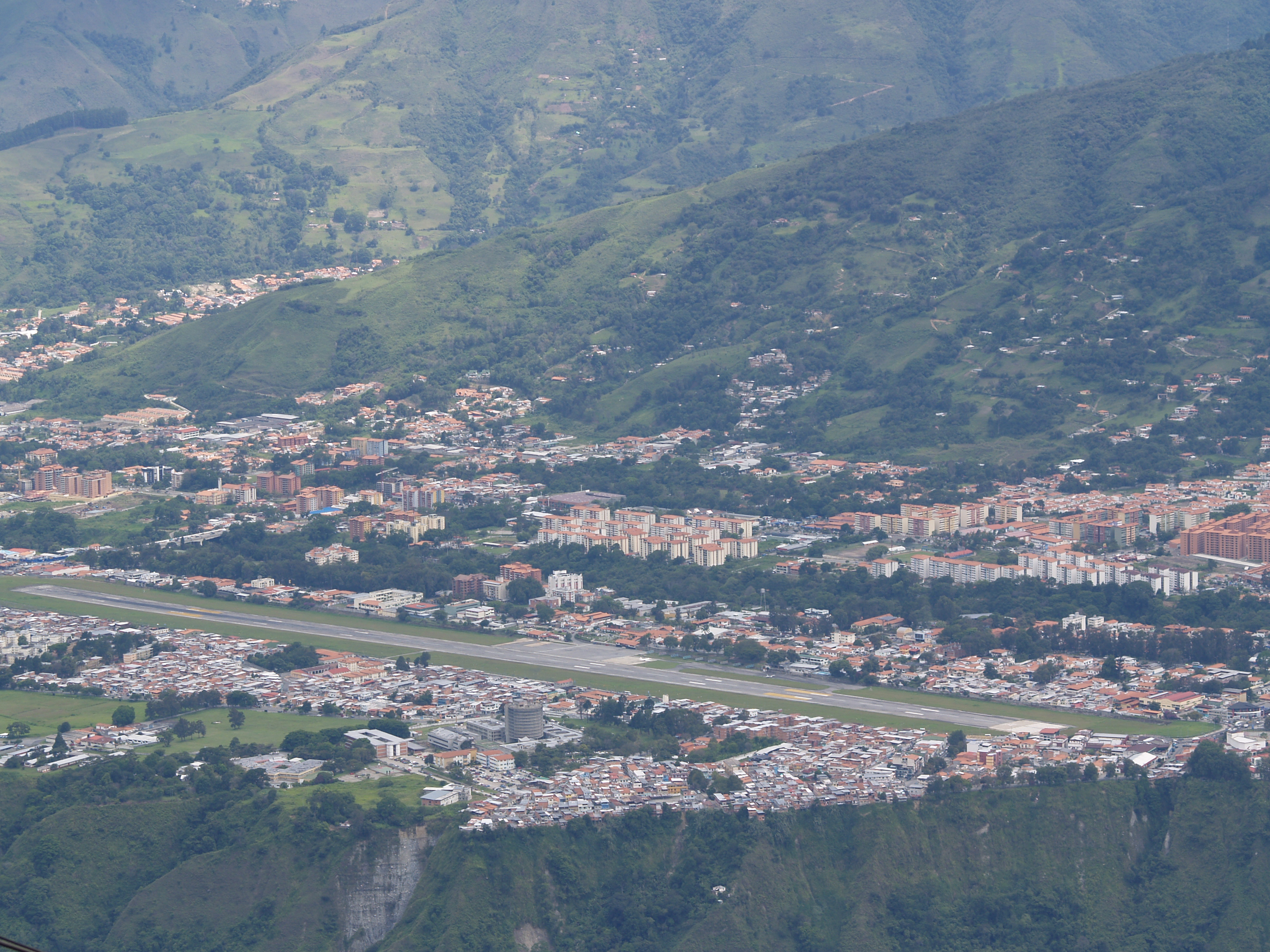
Vue de l'aéroport Alberto-Carnevalli

## Urbanisme

### Morphologie urbaine

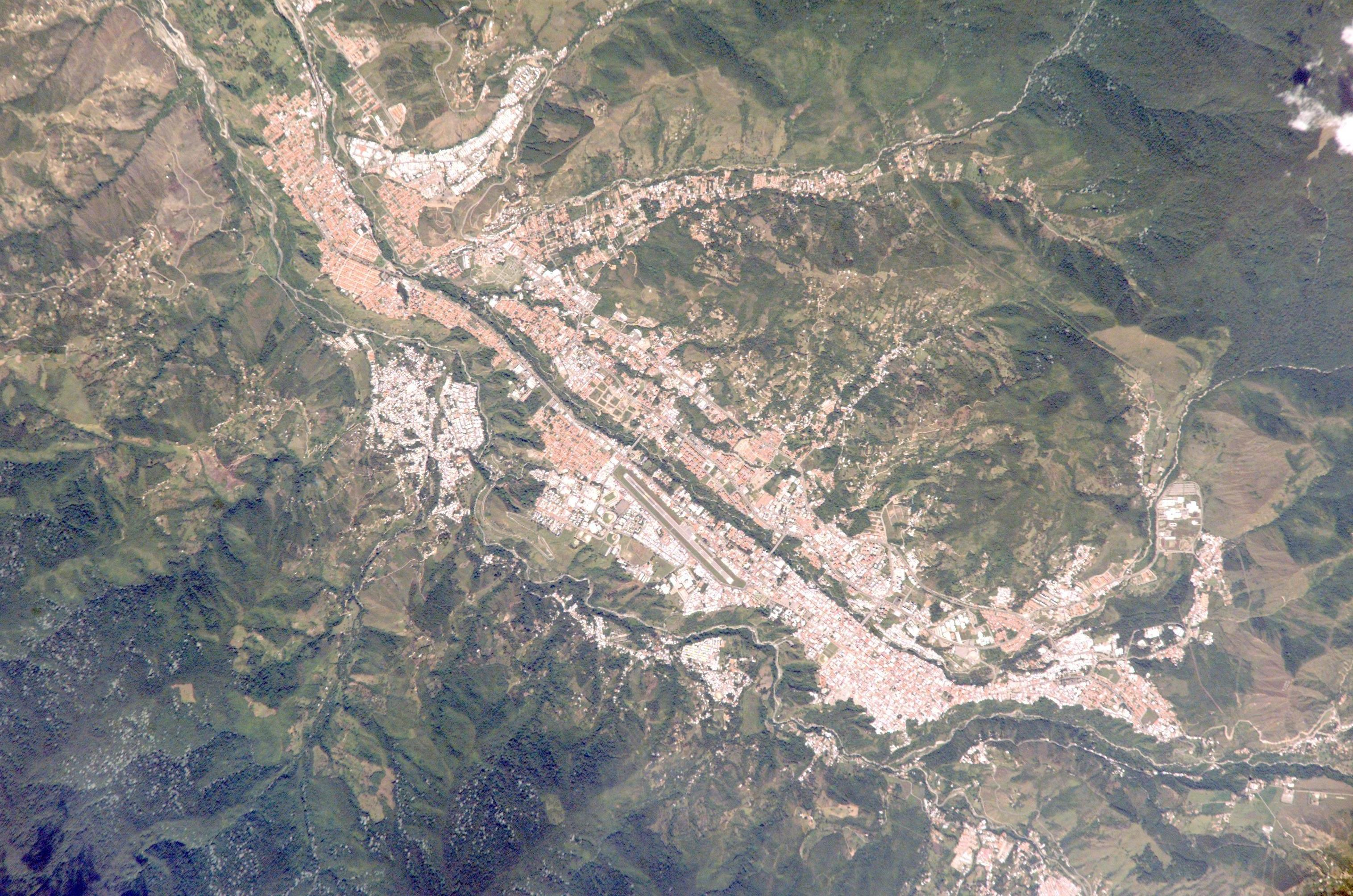
Vue satellite de Mérida

Du fait de sa situation sur un plateau inclus dans la vallée du río Chama, la ville est construite sur un axe linéaire, enserrée par la pente des massifs et le ravin du cours d'eau principal et souffre d'un manque de place pour son développement. La ville couvre ainsi une zone de 10 à 15 kilomètres de long et de 1 à 3 de large. En raison de la nature sédimentaire du sol, le bâti n'excède pas une quinzaine d'étages de haut. Si au début du XXe siècle, la ville est découpée en deux secteurs distincts, le centre-ville d'époque coloniale et la zone s'étirant le long du río Albarregas, nommée Otra Banda, les retombées de la manne pétrolière ont eu comme conséquence l'aménagement de nouveaux quartiers après la transformation du centre.

### Espaces urbains et logements
La ville développe plusieurs types d'espaces urbains et de logements.
- Le centre-ville colonial occupe un quadrilatère formées par un réseau orthonormé de 8 avenues d'orientation est-ouest et 40 rues d'orientation nord-sud. Ce réseau forme des pâtés réguliers de 50 à 100 mètres de côté.
- Les quartiers périphériques s'étirent sans ordre le long des voies de communication principales.
- De nombreux espaces verts conférant à Mérida le plus grand taux d'espaces verts par habitant du pays.
- Les bidonvilles : Par le passé, la ville a su préserver une certaine mixité sociale grâce à des écarts de revenus peu marqués entre les différentes classes sociales. Toutefois, les dernières années ont vu apparaître des bidonvilles aux limites de la ville et dans les massifs alentour, en raison du contexte économique national.
- Les ensembles familiaux : Au sud-ouest : les grandes haciendas de canne à sucre à proximité de Ejido ont laissé la place à une urbanisation de grands ensembles familiaux. Si la jonction urbaine entre les deux villes n'est pas effective, 2 kilomètres seulement les séparent, tout en étant reliées par une large avenue où circule le Trolmérida.

### Les quartiers
La ville est découpée en 13 quartiers :
- La Hechicera[note 1] : Ce quartier universitaire et résidentiel est situé à l'extrême nord de la ville et abrite principalement l'université des Andes et le jardin botanique.
- Los Chorros et la Hoyada de Milla : Ce quartier universitaire et résidentiel situé au nord donne accès au secteur de El Valle vers la Sierra de la Culata et la municipalité de Santos Marquina. Il abrite notamment la Faculté de science sylvicole et de l'environnement (Facultad de Ciencias Forestales y ambientales), le parc Beethoven et le zoo.
- Le centre-ville : Le centre historique de Mérida abrite, outre les fonctions municipales et étatiques principales, le quartier marchand, des lieux culturels (bibliothèques, musées), les principaux lieux de cultes et les grands magasins entre les places de Mila et Glorias Patrias.
- Otra Banda : Situé le long de l'avenue Los-Próceres aux pieds de la Sierra de la Culata entre la Hechicera et la Pedregosa, ce quartier abrite de petites zones industrielles.
- Las Américas : l'avenue de Las Américas est un quartier résidentiel et commercial, le plus dense de Mérida. Il abrite le terminal de bus, des centres commerciaux, et plusieurs organes universitaires : Centre La Liria de l'Université des Andes, Centre de la Univeridad Nacional Abierta, le Centre de la Univeridad Nacional Experimental Politecnica de las Fuerzas Armadas.
- Pie del Llano et avenue Urdaneta : Ce quartier résidentiel et commercial est situé au centre géographique du territoire et abrite d'importantes institutions municipale (siège de la municipalité) et étatique ainsi que l'aéroport.
- Avenue 16, Campo de Oro, Santa Juana : Ces quartiers populaires sont situés au centre géographique de la ville, au bord du plateau de Tatuy qui surplombe le río Chama. Ils abritent les concessionnaires automobiles, la Faculté de pharmacie et de bio-analyse ainsi que l'hôpital principal, le IHULA (Instituto Autónomo Hospital Universitario de los Andes)
- Humboldt : ce quartier dense est situé au sud-est de la ville dans la partie basse de l'avenue de Los Américas. Il abrite plusieurs zones commerciales récentes et la caserne de pompiers.
- La Pedegrosa : ce nouveau quartier résidentiel est en développement depuis une le début des années 2000 car il dispose de nombreux terrains disponibles pour de nouvelles constructions.
- La Parroquia : ce quartier recouvre l'ancien village de la Punta et possède une trame viaire identique à celle du centre-ville où maisons et commerces se côtoient autour de la place Simón-Bolívar. Le quartier, limité par l'avenue Andrés-Bello, abrite en outre d'importants lycées de la ville.
- Cuenca del Chama : ce quartier est le plus bas de la ville à 200 mètres d'altitude et abrite essentiellement des classes populaires. Dans le cadre du développement du Trolmerida, il devrait être relié prochainement au centre-ville par un funiculaire.
- Los Curos : Ce quartier résidentiel de classes populaires abrite également l'une des rares zones industrielles de la ville.
- Campo Claro et Zumba : ces deux quartiers sont exclusivement résidentiels et reliés par l'échangeur 5 Águilas Blancas. Zumba abrite le stade métropolitain de Mérida et le complexe olympique des Cinq-aigles-blancs (Cinco águilas blancas)

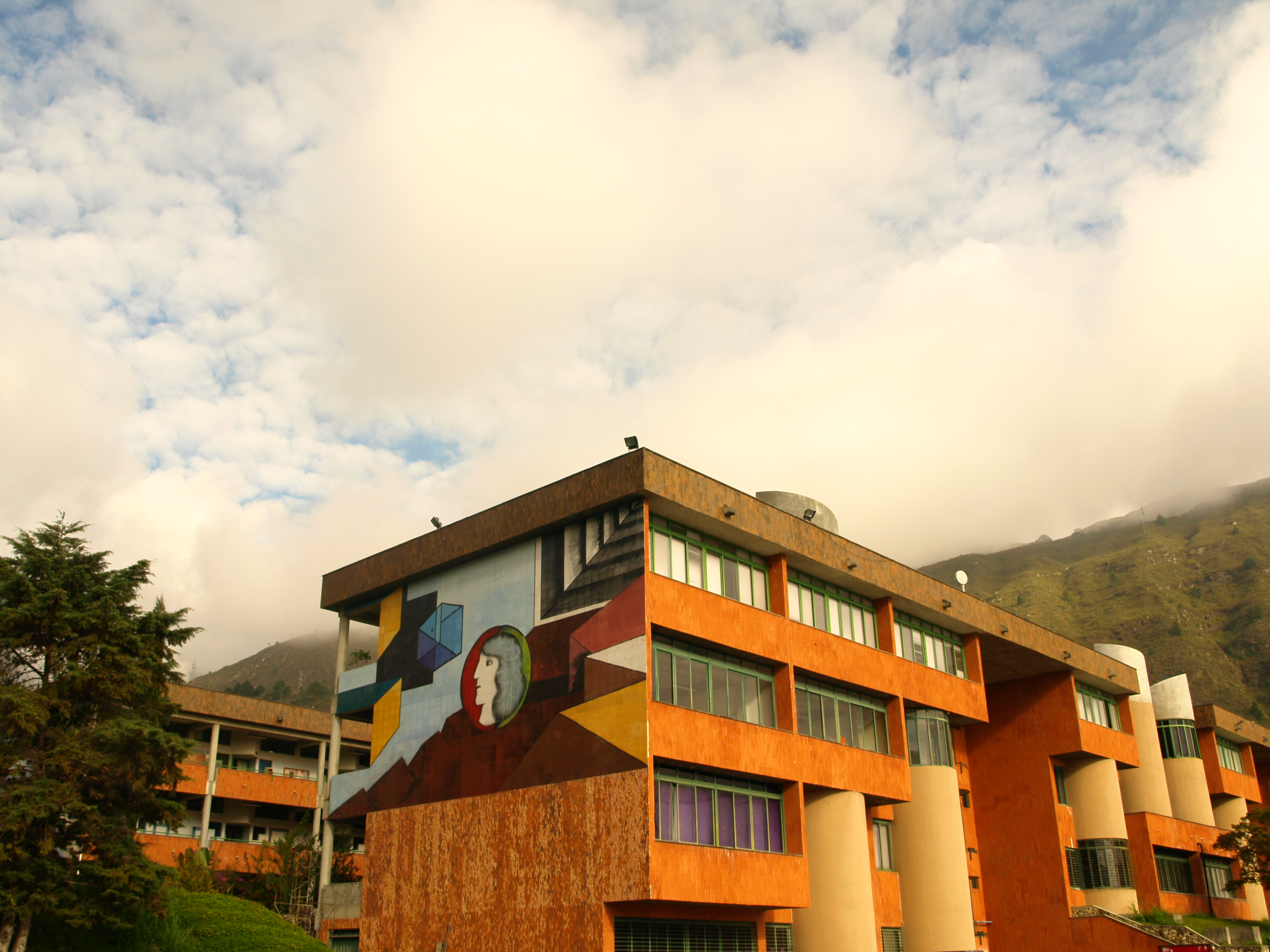
La Hechicera : Vue de la Faculté de l'architecture et du design de l'Université des Andes
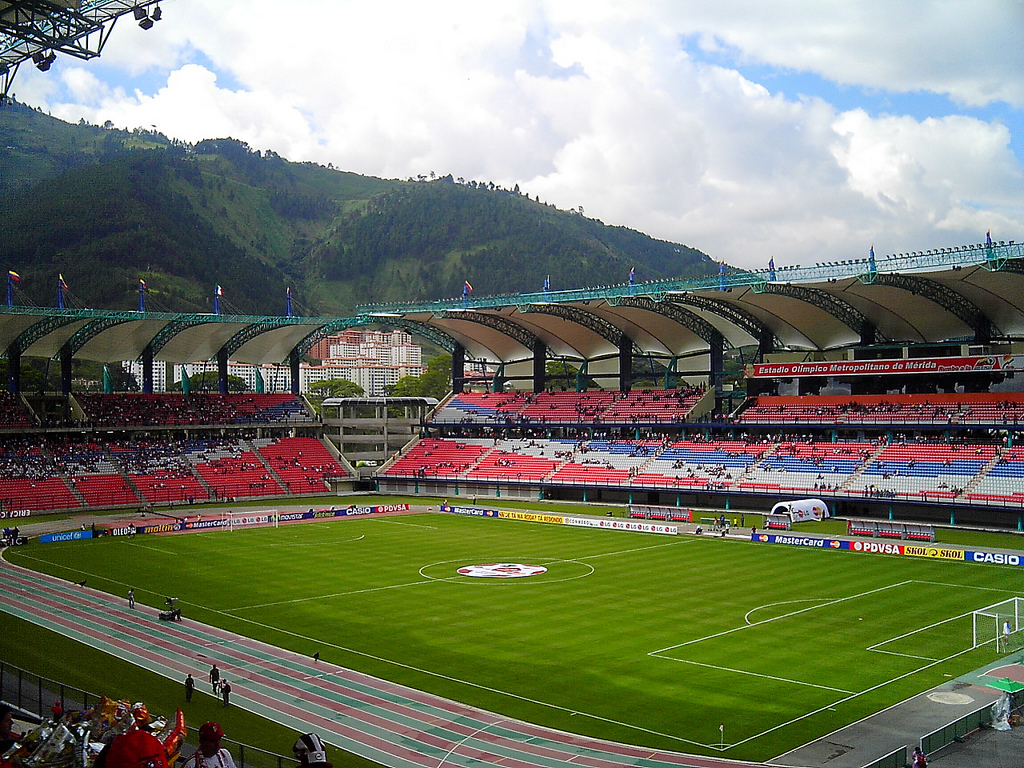
Le stade métropolitain à Zumba

## Toponymie
En 1558, l'Espagnol Juan Rodríguez Suárez fonde et nomme la ville d'après la ville espagnole de Mérida en Estrémadure où il est né.
Juan Maldonado déplace la ville et la rebaptise San Juan de los Nieves. En 1559 la ville devient Santiago de los Caballeros et progressivement Santiago de los Caballeros de Mérida, par accrétion de ses noms antérieurs.
Mérida provient du latin emerita signifiant « mérite » et désignant également un militaire romain ayant achevé son service. Ainsi, la ville de Mérida en Espagne est nommé Augusta Emerita, du nom de son fondateur, l'Empereur Auguste, et des premiers colons, des militaires en retraite ayant obtenu la citoyenneté romaine en contrepartie de leur long service rendu.

## Histoire

### Époque précolombienne
La période qui précède l'arrivée des conquistadors est peu connue. Toutefois, l'on sait que les territoires actuels de l'ouest du Venezuela sont occupés par les indiens Timoto-Cuica d'influence culturelle inca. D'autres peuples sont présents, notamment dans le Nord de l'État de Mérida (Torondoyes, Timote, Mucuruba et Escagueyès) et dans le sud (Bailadores, Chinatos, Mocoties et Jirajaras). Ces tribus indigènes utilisent la technique agricole de culture en terrasses, minimisant l'appauvrissement des sols et l'érosion. Cette technique est appelée andenes par les Espagnols ce qui donnera le nom « Andes ». Les modes de vie des Indiens dépendent de chaque tribu et s'adaptent aux contraintes climatiques, notamment en matière d'architecture domestique : maison de pierre et hauts murs pour la protection contre le froid dans la région andine, pisé dans le sud pour rafraîchir l'intérieur.

### Une double fondation
Le 9 octobre 1558, le capitaine espagnol Juan Rodríguez Suárez, surnommé le « capitaine à la cape rouge » accompagné d'une soixantaine de militaires se dirige vers la région actuelle des Andes vénézuéliennes en quête d'or et d'Indiens et rencontre une petite tribu d'indigènes dans un village nommé Xamú ou Jamú, aujourd'hui San Juan de Lagunillas, une localité située à une trentaine de kilomètres de la ville actuelle. Sans autorisation, il fonde une ville qu'il nomme Mérida, en hommage à sa ville de naissance, Mérida en Espagne. Les attaques incessantes des indigènes l'obligent à déplacer la ville sur le site d'El Punto, aujourd'hui Zumba, dans l'extrême sud de la ville actuelle.
Dès l'année suivante, l'Audience royale de Santa Fé de Bogota juge cette fondation illégale et confère à Juan Maldonado des pouvoirs spéciaux pour arrêter Juan Rodríguez Suárez et transférer la ville sur le site actuel du plateau de Tatuy dans la vallée du río Chama. Il la rebaptise Santiago de Los Caballeros de Merida  le 24 juin 1560. Suárez est emmené à Bogota pour être jugé. Menacé de la peine capitale, il est sauvé par l'intervention de l'archevêque. Il s'enfuit grâce à l'appui de ses partisans et atteint la ville de Trujillo.

### Époque coloniale

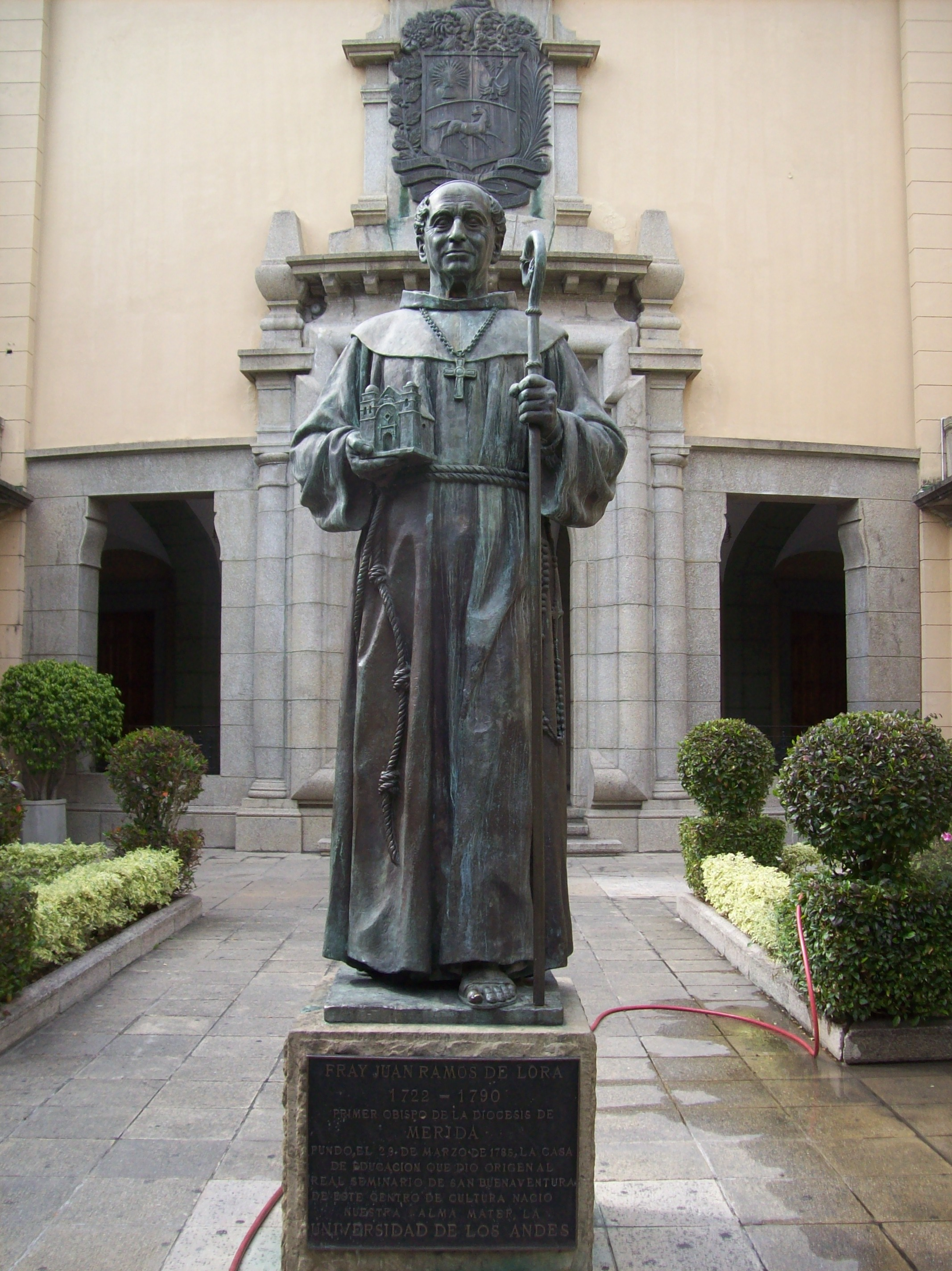
Juan Ramos de Lora (1722-1790), premier évêque de Mérida

Durant l'époque coloniale, la ville croît lentement car les expéditions vers les Amériques sont soumises à la décision du souverain espagnol. Au début du XVIIe siècle, la ville compte 3 300 indigènes et quelque 150 familles émigrées d'Espagne.
La ville dépend du corregimiento de Tunja, aujourd'hui en Colombie puis devient un corregimiento dépendant du royaume de Nouvelle-Grenade en 1607. Dès 1610, le religieux Pedro Simón note que la ville est secouée par un tremblement de terre, phénomène naturel récurrent dans la région puisque l'écrivain Tulio Febres Cordero recense pas moins de 131 séismes pour la période 1610-1930, dont le terrible tremblement de terre de 1812. En 1622, elle devient la capitale de l'État de Mérida. Les jésuites ouvrent une école d'enseignement en 1628 jusqu'à leur expulsion par le roi Charles III d'Espagne en 1767.
En 1763, la ville compte 2 000 citoyens d'origine espagnole et plusieurs milliers d'indigènes. En 1777, elle est intégrée à la Capitainerie générale du Venezuela et l'année suivante, le pape Pie VI l'érige en siège épiscopal. En 1785, le premier évêque de Mérida, l'Espagnol Juan Ramos de Lora (1722-1790) arrive du Mexique et constate la situation précaire du culte et de l'enseignement. Il décide de créer, sans autorisation royale, le séminaire Real Colegio Seminario de San Buenaventura de Merida, inauguré le 29 mars 1785, séminaire qui deviendra l'université des Andes le 21 septembre 1810 et prendra le nom actuel de Universidad de Los Andes (ULA) en 1883.

### XIXesiècle

#### La Guerre d'indépendance
La ville est marquée durement pendant les épisodes de la Guerre d'indépendance : Le 16 septembre 1810, la ville embrasse le mouvement indépendantiste qui a débuté à Caracas le 19 avril. Dès 1812, elle est sévèrement touchée par un séisme, surnommé le « séisme du Jeudi saint », qui cause la mort d'au moins 800 personnes sur les 4 500 qu'elle compte alors. C'est un des évènements qui contribueront à la chute de la Première République. En 1813, Simón Bolívar traverse la ville, qui est la première à lui accorder le titre de Libertador, le « libérateur » (ainsi que la première au monde à ériger un monument à sa mémoire en 1842 au Parque de Las Cinco républicas). En 1814, la chute de la Seconde République est marquée par une reprise en main du pouvoir par les autorités espagnoles, provoquant en 1817 l'émergence du mouvement indépendantiste La Patriecita dirigé par Antonio Paredes.

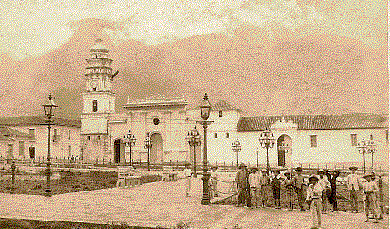
Mérida en 1899.

En 1830, Mérida dépend de la nouvelle province de Mérida, puis en 1856, de la province de Táchira. En 1873, la ville ne compte que 3 317 habitants. En 1881, elle fait partie du Grand État des Andes (Gran Estado de Los Andes), avant de dépendre de l'actuel État de Mérida. En 1894, elle est à nouveau secouée par un important tremblement de terre.

### XXesiècle

#### Depuis 1980 - Manifestations étudiantes

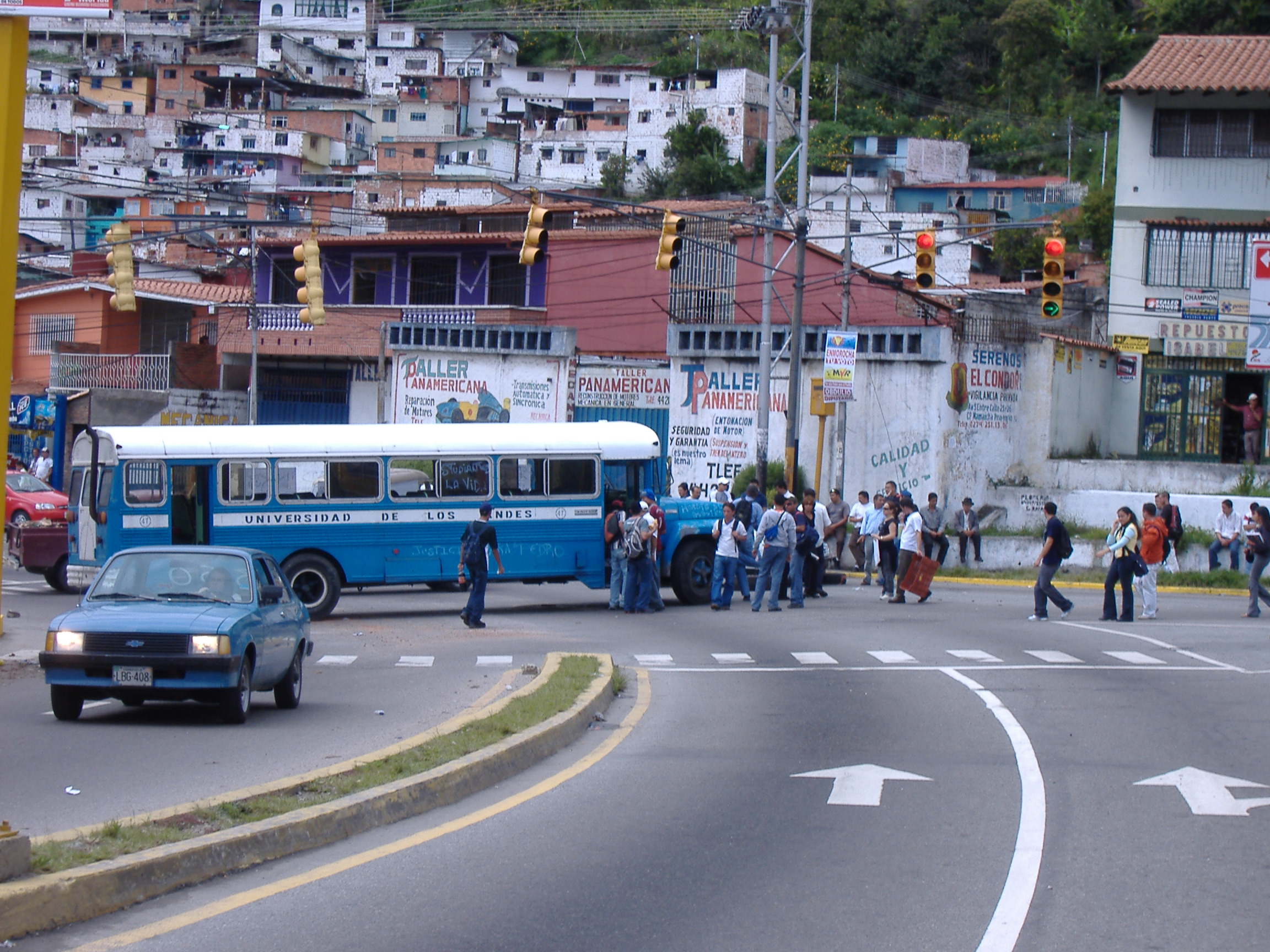
Manifestations étudiantes en 2005

Depuis les années 1980, la ville est dominée par la vie étudiante : en 1983 est inaugurée la Bibliothèque bolivarienne de Mérida (Biblioteca Bolivariana de Mérida) tandis que le début de la décennie est marquée par la naissance des révoltes étudiantes, un mouvement toujours présent dans la vie de la cité contemporaine. Ces manifestations visent généralement les instances universitaires pour exiger une amélioration des conditions de vie de l'étudiant, comme la baisse du coût des transports. Ces manifestations provoquent un blocage de l'activité, négatif tant du point de vue économique que pour l'image de la ville à l'échelle nationale. Ces manifestations atteignent leur paroxysme en 1987 lorsqu'un étudiant est assassiné par un avocat proche des autorités centrales qui perdent le contrôle de la ville. Après plusieurs semaines de conflit, l'intervention de l'armée permet à la ville de retrouver le calme.

### Époque contemporaine
Le 9 octobre 2008, la ville fête le 450e anniversaire de sa fondation et accueille de nombreuses manifestations publiques et festives pour commémorer sa naissance.

## Politique et administration
Mérida est la capitale de l'État de Mérida dont elle regroupe les institutions : palais du gouvernement, chambre législative, instances judiciaires et électorales. Elle est également le chef-lieu de la municipalité de Libertador et regroupe 13 des 15 paroisses civiles qui la constituent.

### Tendances politiques
La politique locale, tout comme à l'échelle nationale, joue un rôle important au sein de la population. Les postes les plus importants tels que le maire de municipalité (alcalde) et le gouverneur de l'État sont affiliés à des partis politiques différents.

### Administration municipale
L'ancien recteur de l'université des Andes de Mérida, Léster Rodríguez du parti COPEI est élu maire en 2008 contre le maire sortant Carlos León du parti au pouvoir PSUV.
Depuis 2008, le gouverneur de l'État est le médecin militaire et ancien membre du gouvernement Marcos Díaz avec l'étiquette PSUV. En raison de son autorité et de ses postes antérieurs, il l'a emporté face à l'avocat William Dávila Barrios, décrié en raison de sa gestion jugée mauvaise.
Bien que n'ayant pas de mandat spécifique, le recteur de l'Université des Andes, l'ingénieur Mario Bonucci Rossini et le président de la Fédération des centres étudiants de l'Université des Andes (Federación de Centros de Estudiantes Universitarios de la ULA) ont traditionnellement un poids important dans la vie politique locale. En 2009, L'Union des étudiants de l'Université (Federación de Centros de Estudiantes de la Universidad) sont dirigés par les mouvements 100 % et 13 de Marzo.

### Liste de maires
| Période | Période  | Identité           | Étiquette        | Qualité |
| ------- | -------- | ------------------ | ---------------- | ------- |
| ?       | 2008     | Carlos León        | PSUV             | -       |
| 2008    | 2013     | Léster Rodríguez   | COPEI            | -       |
| 2013    | En cours | Carlos García Odón | Primero Justicia | avocat  |

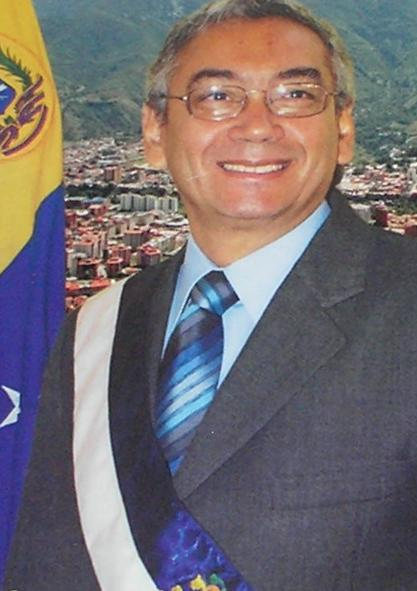
Léster Rodríguez, maire de 2008 à 2013

## Population et société

### Démographie
| Année du recensement | Population municipale | Agglomération |
| -------------------- | --------------------- | ------------- |
| 1950                 | 25 000                |               |
| 1960                 |                       |               |
| 1971                 | 74 000                |               |
| 1981                 | 156 956               |               |
| 1990                 | 178 580               | 271 992       |
| 2001                 | 204 879               | 345 489       |
| 2005                 | 215 289               |               |

#### Évolution démographique
Bien que Mérida soit l'une des principales villes des Andes vénézuéliennes, la croissance de sa population est restée modeste au regard des taux de croissance enregistrés dans les autres grandes villes du pays. Au début du XIXe siècle, la population atteint à peine les 5 000 habitants. La croissance démographique reste modeste au cours du XXe siècle et commence à augmenter à partir des années 1970 où la population passe de 74 000 habitants, selon le recensement de 1971 à plus de 204 000 habitants au recensement de 2001. Cet accroissement est en grande partie dû à l'exode rural, un phénomène national, Mérida, en tant que capitale d'État capte la majeure partie de cet exode à l'échelle locale. De plus, la notoriété de l'Université des Andes attire de nombreux étudiants de premier cycle en provenance de toutes les régions du pays.
Mérida a subi le plus fort taux d'immigration européenne après la capitale Caracas et la population est majoritairement métisse. Selon le recensement de la population de 2001, plus de 4 % de la population est étrangère, principalement en provenance de Colombie (51 %), Italie (8 %) et Espagne (8 %).

### Santé
La ville a la meilleure qualité de vie du pays. En 2000, on compte 36 centres de soins.

## Économie
Depuis l'époque coloniale, le secteur primaire représente une part importante de l'activité économique de Mérida. La culture de la canne à sucre va orienter durablement la vie économique de la région : de nombreuses haciendas tournées vers la culture de la précieuse canne investissent la vallée tandis que Mérida devient ainsi une plateforme de stockage de denrées, de distribution et de transformation de la canne et abrite une centrale sucrière, aujourd'hui transformée en musée.
L'émergence du secteur tertiaire, notamment des activités de service et le tourisme, est provoquée par la construction des infrastructures : route transandine, téléphérique, autoroute et aéroport. La création de l'unique « zone libre culturelle » du pays font de Mérida un pôle très attractif dans les domaines culturel, scientifique technologique, renforcé en cela par la présence de l'Université des Andes et ses nombreuses facultés.
Depuis 2009, la ville est durement touchée par plusieurs facteurs naturels et conjoncturels qui ont entamé le pouvoir d'achat de la population :
- Les facteurs naturels tels que le phénomène de La Niña ont fortement endommagé les routes de la vallée et des massifs alentour, les pluies diluviennes ont entraîné d'importantes chutes de la production agricole et la pandémie de grippe A (H1N1) de 2009-2011 au Venezuela a entravé les déplacements.
- Les facteurs conjoncturels ont touché les deux moteurs de l'économie locale : le tourisme et l'activité générée par l'Université des Andes. Cette dernière a vu son budget fondre entraînant une importante baisse des liquidités en circulation (- 30 %), l'arrêt de la desserte de l'aéroport par les vols commerciaux à la suite du crash du vol 518 Santa Bárbara Airlines et la fermeture provisoire du téléphérique de Mérida ont quant à eux ont généré une baisse de la fréquentation touristique correspondant à une perte de plusieurs millions de bolivars vénézuéliens.

### Tourisme
Le tourisme, appelé ici industrie verte, est la principale ressource de la ville et l'une de ses activités les plus florissantes, grâce à la situation de la ville au cœur des Andes vénézuéliennes et des attraits propres à Mérida (parcs, places, musées).

## Culture et patrimoine

### Loisirs et festivités
La ville compte trois parcs de loisirs très connus : La Venezuela de Antier, Los Aleros et La montaña de los sueños, ainsi qu'un magasin de glaces (Heladería la Coromoto) entré dans le Guinness des records grâce au nombre de parfums offerts (plus de 600).
Le festival Feria del Sol a lieu à Mérida au mois de février. L'Orchestre symphonique de l'État de Mérida est né le 21 juin 1991 comme résultat de l'évolution naturelle de l'orchestre symphonique des jeunes de l'État de Mérida, créé en 1978 dans le cadre du Système d'Orchestres Jeunes du Venezuela guidé par José Antonio Abreu.

### Monuments et lieux historiques
La ville compte un riche patrimoine architectural de l'époque coloniale ainsi que de nombreux attraits touristiques : cathédrale de Mérida, nombreux parcs et places (Bolivar et Las Heroínas), musée d'art moderne (Museo de Arte Moderno) « Juan Astorga Anta », marché principal (Heladería La Coromoto) ainsi que le plus haut téléphérique du monde.

#### Patrimoine architectural
- Cathédrale : de style éclectique, la cathédrale de Mérida est considérée comme l'une des plus belles du pays. Inspirée par la cathédrale Sainte-Marie de Tolède en Espagne, sa construction a débuté en 1803 pour s'achever en 1960 où elle est consacrée à l'Immaculée conception, après avoir été endommagée par les séismes de 1812 et 1894. En 1991, elle est élevée au rang de basilique mineure[12]. On peut y voir les vitraux, les fresques et les reliques de saint Clément données par le pape Pie VI au deuxième archevêque de Mérida, Monseigneur Cándin do Torrijos en 1794. L'archevêque actuel est Monseigneur Baltazar Enrique Porras Cardozo.
- Palais de l'archevêque : ce palais de style Renaissance construit entre 1933 et 1951 abrite, outre la résidente du prélat, le musée du portrait des évêques de Mérida, une collection réunie par le cardinal José Quintero Humberto.

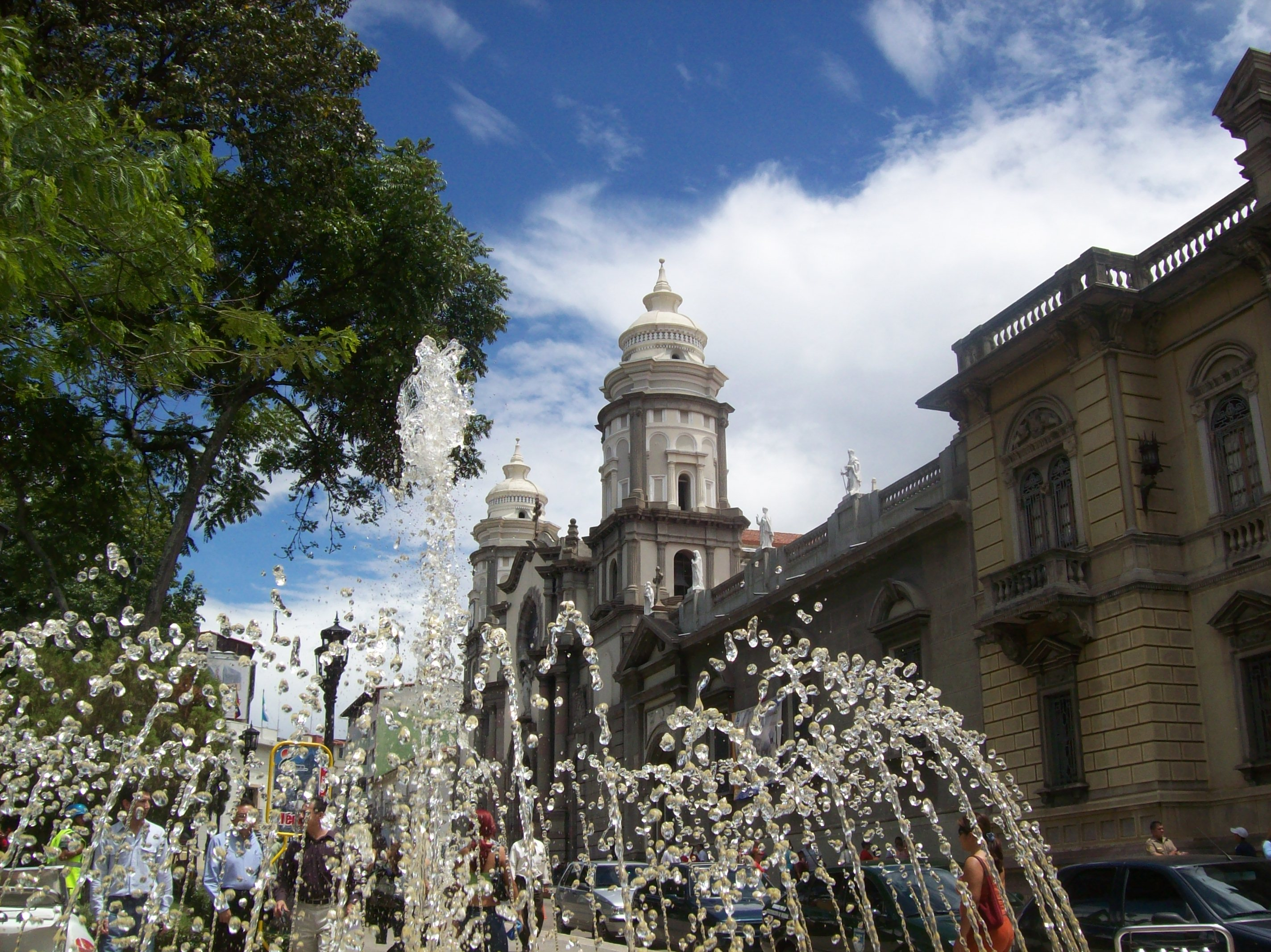
Place Bolivar, cathédrale et palais de l'archevêque.

#### Musées
- Museo de Arte Moderno Juan Astorga Anta : Situé dans le centre culturel Tulio Febres Cordero, le musée d'art moderne est fondé en 1969 et abrite une importante collection de dessins, sculptures peintures et photographies signées des artistes les plus influents du pays.
- Musée des portraits des évêques de Mérida : ce musée est située dans le palais de l'archevêque.

#### Le téléphérique
Le téléphérique de Mérida est l'attraction touristique majeure de Mérida car il est le plus haut, 4 765 mètres d'altitude, et le plus long au monde avec 12,5 kilomètres cumulés. Construit en 1959 par la société française Applevage selon les plans de l'architecte Martial Guiramand, il est la propriété de l'État vénézuélien et dépend du vice-ministère du Tourisme. Il relie Mérida au Pico Bolivar, le point culminant du pays en quatre tronçons.
Le téléphérique est fermé depuis le 9 août 2008 à la suite d'une détérioration des câbles. La réouverture progressive donnant accès trois premières stations est prévue pour août 2012 et l'accès au sommet pour avril 2013.

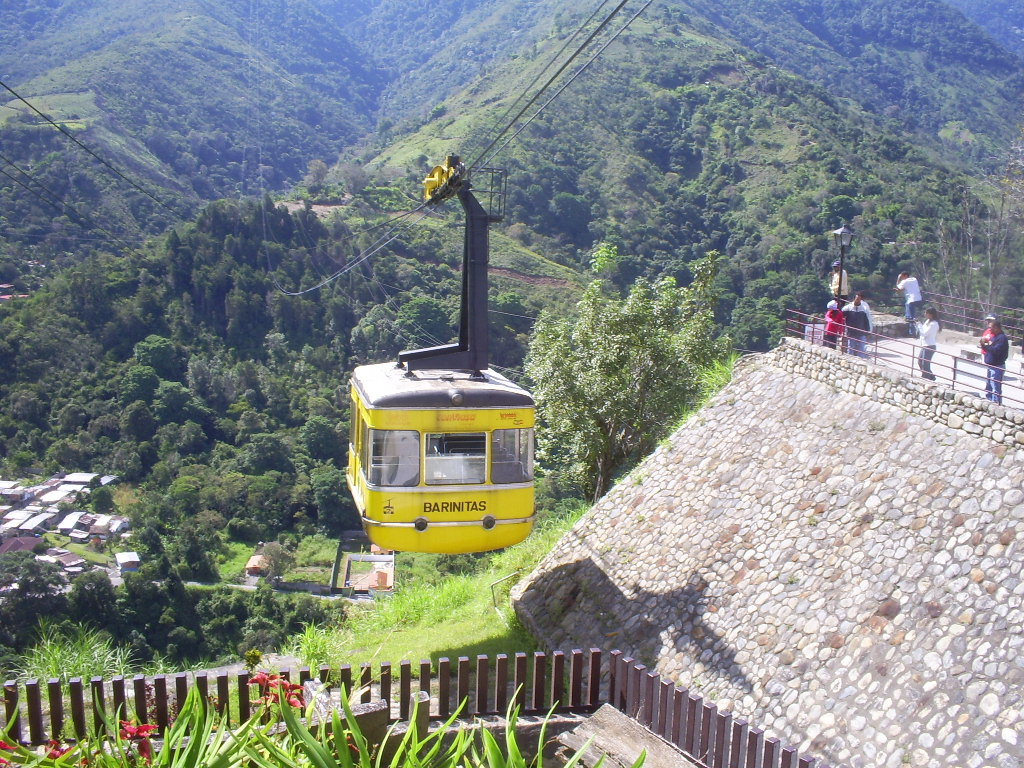
Le téléphérique arrivant à la station de Barinitas.
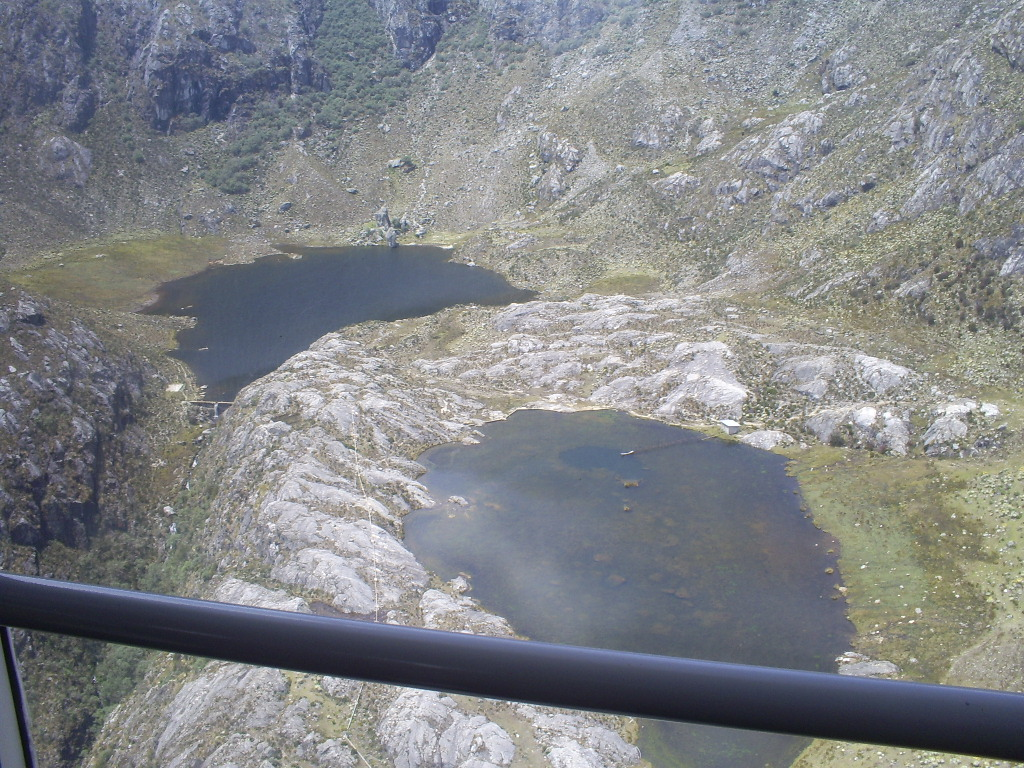
Lacs de los Anteojos.
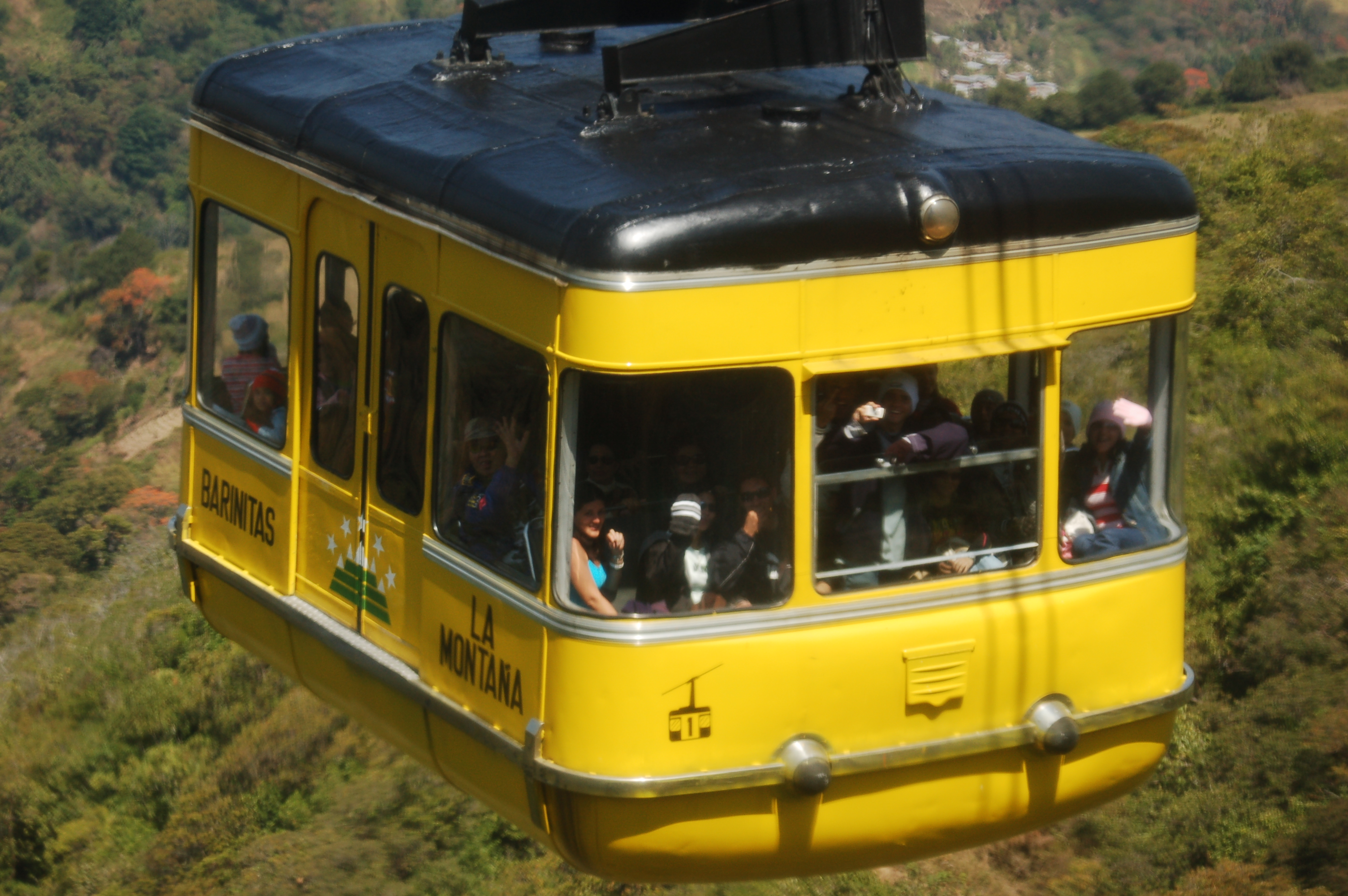
Vue de la cabine sur le premier tronçon La Montaña-Barinitas.

#### Parcs et jardins
La ville est connue pour ses parcs, notamment les Chorros de Milla, emblématique en raison de sa végétation luxuriante, la beauté de ses lacs et cascades et son parc zoologique.

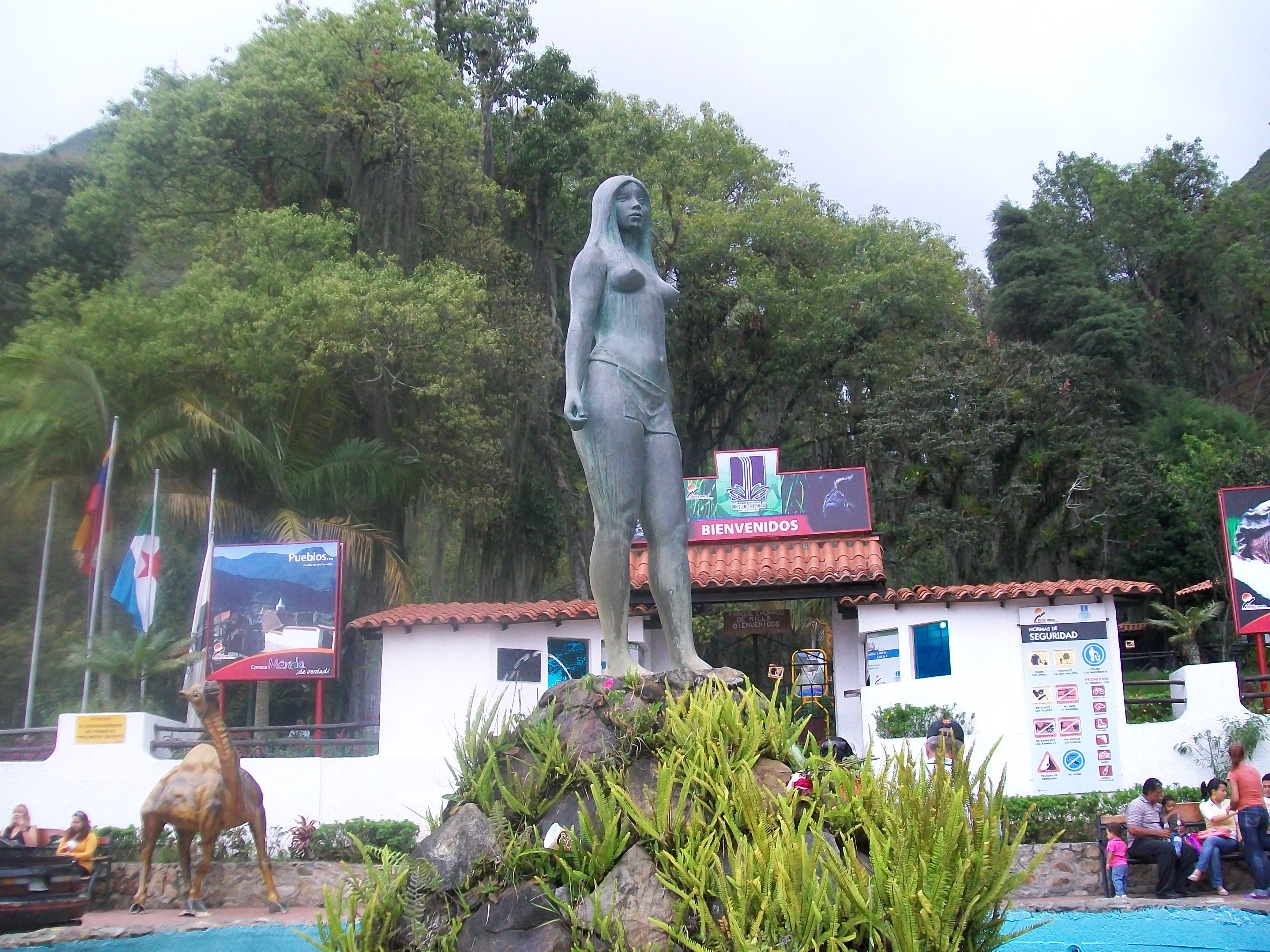
Entrée du parc zoologique de Mérida, les Chorros de Milla

#### Tourisme local

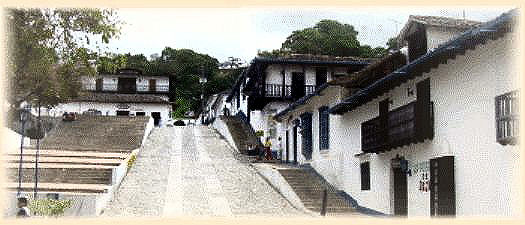
La paroisse civile de Jají et Jají, sa capitale, sont des lieux touristiques accessibles depuis Mérida.

### Personnalités
La ville est la patrie de nombreux artistes et intellectuels comme Juan Félix Sánchez (1900-1997), Tulio Febres Cordero, du diplomate Mariano Picón Salas (1901-1965), de l'ancien président vénézuelien Ignacio Andrade (1839-1925), de la Miss Univers 2009 Stefanía Fernández et du gardien de but Mikhael Jaimez-Ruiz.

### Relations internationales

#### Jumelage
La ville de Mérida est jumelée avec les villes suivantes :
- San Cristóbal, État de Tachira, Venezuela
- Santa Ana de Coro, État de Falcón, Venezuela
- San Juan de Pasto, Département de Nariño, Colombie
- Lima, Pérou
- Fuerte Olimpo, Paraguay
- Río Gallegos, Province de Santa Cruz, Argentine
- Talca, région du Maule, Chili
- Mérida (Yucatan), Mexique
- Oaxaca de Juárez (Oaxaca), Mexique
- Sao Paulo, Brésil
- La Paz, Bolivie
- Indianapolis (Indiana), États-Unis
- St. John's (Terre-Neuve-et-Labrador), Canada
- Merida, Province de Badajoz, Espagne
- Charleville-Mézières, Champagne-Ardenne, France
- Anklam, Mecklembourg-Poméranie-Occidentale, Allemagne
- Glaris Centre, canton de Glaris, Suisse
- Klaipėda, Lituanie
- Malisevo, District de Prizren, Kosovo
- Gifu, préfecture de Gifu, Japon